# Карасёв, Алексей Алексеевич
Алексей Алексеевич Карасёв (2 февраля 1834, Островская, область Войска Донского — 22 марта 1913) — русский писатель

, журналист, юрист.

## Жизнь и творчество
Родился Алексей Карасёв 2 февраля 1834 года в станице Островской (ныне — Даниловский район Волгоградской области), детство провёл в родительском доме в Усть-Медведицкой станице. Учился в приходском и местном окружном училище, затем в Новочеркасской гимназии. Во время учёбы стал сочинять стихи и прозу.
Поступил в Харьковский университет, учился на юридическом факультете. В годы Крымской войны написал патриотическую пьесу, которую поставили в Харьковском театре.
После окончания Харьковского университета уезжает в Новочеркасск, там работал в комиссии по улучшению быта крестьян, был награждён серебряной медалью.
Затем работал секретарем войскового по крестьянским делам присутствия.
С 1869 года А. А. Карасёв занимался юридической деятельностью, работал в войсковом гражданском суде, через два года был избран мировым судьёй Черкасского округа. Позже был присяжным поверенным (адвокатом) окружного суда в течение пятнадцати лет. Затем Алексей Алексеевич занимался журналистикой.
Он был первым в Донском крае редактором-издателем частных газет «Донской вестник» (1866—1869) и «Донская газета» (1873—1879). Карасёв является автором статей по истории и современной жизни Дона, которые опубликовал в Трудах и Сборниках Донского областного статистического комитета, журналах «Исторический вестник», «Русский архив», в газетах «Новое время», «Русский инвалид», «Голос», «С.-Петербургские ведомости» и др.
Он писал очерки на краеведческую тему, среди которых: «Ростов-донской», «Атаман Степан Данилович Ефремов», «Донские атаманы за последние полвека», «Донские крестьяне», «Василий Дмитриевич Сухоруков», «Поэт Жуковский в Новочеркасске», «Атаман Хомутов и князь Дондуков Корсаков», «Фамилия Карасевых» и другие. Его труды на историческую тему: «Бунт на Дону в 1862—1863 годах», «Атаман Ефремов», «Полковник Грузинов», «Чернышев на Дону», «Два трупа», «Предсмертное слово Дона» и другие, которые были опубликованы в «Русском архиве», «Русской старине», «Петербургских ведомостях», «Вестнике казачьих войск».
Скончался 22 марта 1913 года. Журнал «Исторический вестник» писал:

22 марта 1913 года на 80 году жизни скончался один из старейших на Дону журналистов и видных участников эпохи великих реформ Алексей Алексеевич Карасёв. В каждом слове трудов его чувствовалась исключительная любовь к Дону, к его историческому прошлому.